# Temognatha chevrolatii
Temognatha chevrolatii es una especie de escarabajo del género Temognatha, familia Buprestidae. Fue descrita científicamente por Géhin en 1855.